# Élections constituantes de 1945 en Moselle
Les élections constituantes françaises de 1945 se déroulent le 21 octobre.

## Mode de scrutin
Les députés sont élus selon le système de représentation proportionnelle suivant la règle de la plus forte moyenne dans le département, sans panachage ni vote préférentiel. Il y a 586 sièges à pourvoir.
Dans le département du Moselle, sept députés sont à élire.

## Élus
Les sept députés élus sont : 
| Identité       | Parti | Parti |
| -------------- | ----- | ----- |
| Robert Schuman |       | MRP   |
| Robert Sérot   |       | RI    |
| Jules Thiriet  |       | MRP   |
| Émile Engel    |       | MRP   |
| Alfred Krieger |       | UDSR  |
| Jacques Baumel |       | UDSR  |
| Pierre Muller  |       | PCF   |

## Résultats

### Résultats à l'échelle du département
| Liste    | Liste                                             | Tête de liste    | Résultats | Résultats | Sièges | Sièges |
| Liste    | Liste                                             | Tête de liste    | Voix      | %         |        |        |
| -------- | ------------------------------------------------- | ---------------- | --------- | --------- | ------ | ------ |
|          | Mouvement républicain populaire                   | Robert Schuman   | 103 264   | 43.49     | 4      |        |
|          | Union démocratique et socialiste de la Résistance | Alfred Krieger   | 63 134    | 26.59     | 2      |        |
|          | Parti communiste français                         | Pierre Muller    | 47 143    | 19.86     | 1      |        |
|          | Section française de l'Internationale ouvrière    | Edmond Psaume    | 20 255    | 8.53      | -      |        |
|          | Rép et familiale                                  | Ferdinand Pellat | 3 625     | 1.53      | -      |        |
|          |                                                   |                  |           |           |        |        |
| Inscrits | Inscrits                                          | Inscrits         | 315 216   |           | 7      |        |
| Votants  | Votants                                           | Votants          | 243 871   | 77.37     |        |        |
| Exprimés | Exprimés                                          | Exprimés         | 237 421   | 97.36     |        |        |